# Словенський гірський шлях

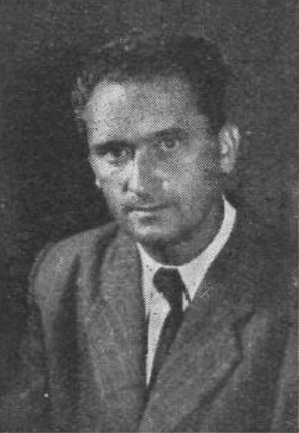
Іван Шумляк, автор ідеї Словенського гірського шляху, 1959

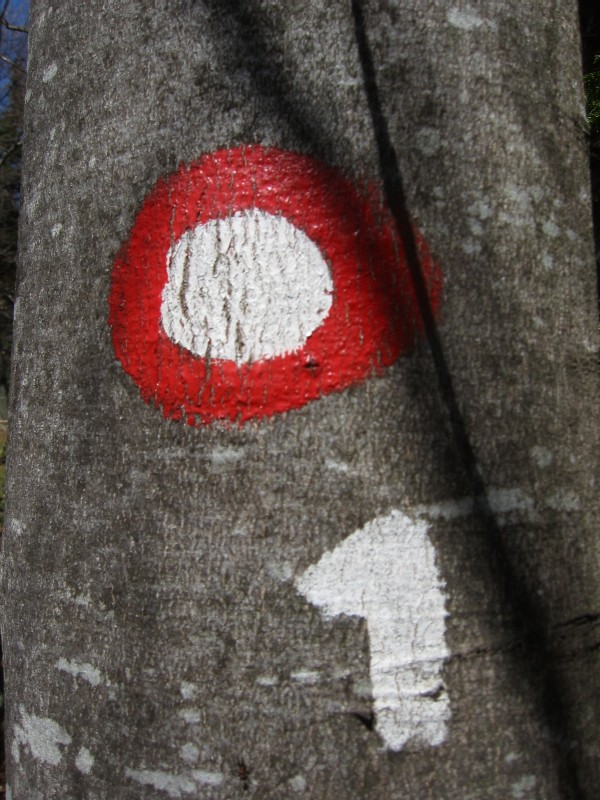
Маркувальний знак на Словенському гірському шляху

Словенський гірський шлях (словен. Slovenska planinska pot, Transverzala) — гірський шлях між Марибором і Анкараном. Простягається через весь словенський гірський масив. Є першим шляхом в Альпах, що має довгу дистанцію. Після його створення подібні шляхи за його зразком почали прокладати і в інших районах Альп.

## Історія
Ідея створення шляху, що сполучає пагорбисті та гірські райони Словенії, виникла у словенського професора Івана Шумляка у 1950. Початково цей шлях мав бути кільцевим; відправним та кінцевим пунктом повинно було бути місто Марибор. Однак комісія Словенської гірської асоціації (словен. Planinska zveza Slovenije) внесла певні зміни, внаслідок чого маршрут у районі Постойної був перенаправлений у сторону моря. Шлях в основному опирався на вже існуючі на той час означені суміжні шляхи; на коротших відрізках його позначали відповідні спеціалісти. Шлях був відкритий 1 серпня 1953; він мав 80 контрольних пунктів.
У 1958 був випущений перший путівник по Словенському гірському шляху, який зазнав декілька оновлень та доповнень. До 1993 уздовж шляху знаходилось 80 контрольних пунктів, протягом 1993—2003 кількість таких пунктів була зменшена до 69 (при цьому в 2001 один пункт був змінений), з 2003 по 2011 кількість контрольних пунктів була збільшена до 71; з 2011 по 2013 уздовж шляху було вже 75 контрольних пунктів. Довжина шляху становить 599 км, сумарна довжина підйомів — 45,2 км, спусків — 45,5 км. На шляху знаходяться також 58 гірських притулків, а також два музеї — Словенський гірський музей у Мойстрані та Партизанський шпиталь Франя; також шлях пролягає через Шкоцянські печери, що входять до списку світової спадщини ЮНЕСКО.
Остання зміна стосовно шляху мала місце у 1991, коли його назва була змінена на Словенський гірський шлях (до цього він називався Transverzala), у зв'язку з чим у 1994 був випущений доповнений путівник, що мав допомагати пішим туристам орієнтуватися на шляху. Востаннє путівник був виданий у 2012.
За весь час існування Словенський гірський шлях подолало близько 9,5 тис. туристів.
Існує також розширена версія шляху, яка має 35 контрольних пунктів уздовж всієї Словенії.

## Перебіг подорожі
Словенський гірський шлях починається в Мариборі, Анкарані або в обраному пішим туристом пункті. Турист веде щоденник подорожі, у якому ставиться спеціальна печатка. Отримують його у гірському притулку — з підписом господаря об'єкту та датою — за окремим проханням та пред'явленням відповідних документів. У пунктах призначення ставляться печатки або вносяться записи про візит у відповідні книги. За відсутності можливості поставити печатку документом може слугувати фотографія, підпис екскурсовода (якщо це організований захід) та інші свідоцтва. Перебування на шляху не обмежене у часі. Екскурсовод окремо попереджає про складні ділянки шляху.

### Контрольні пункти

#### Північно-східні частина
- Гірський притулок у Мариборі (1068 м, три години шляху з Марибору)
- Гірський притулок у Руше (1246 м, одна година шляху)
- Шумик (1030 м, 1 год 45 хв)
- Притулок на Клопній горі (1280 м, 1 год 30 хв)
- Гірський притулок на Песеку (1386 м, 2 год)
- Ловреншкі озера (1520 м, 1 год 30 хв)
- Гірський притулок у Рибниці (1507 м, 1 год)
- Чрні-Врх (1543 м, 45 хв)
- Притулок Грмовшека під Великою Копою (1371 м, 1 год 30 хв)
- Велика Копа (1541 м, 30 хв)
- Притулок під Кремжар'євою горою (1102 м, 3 год 25 хв)
- Словень Градець (430 м, 1 год 30 хв)
- Поштовий дім під Плешивцем (805 м, 2 год)
- Дім на Уршлі горі (1670 м, 2 год 30 хв)
- Андреєв дім на Слеме (1096 м, 2 год 15 хв)

#### Камнік-Савіньські Альпи

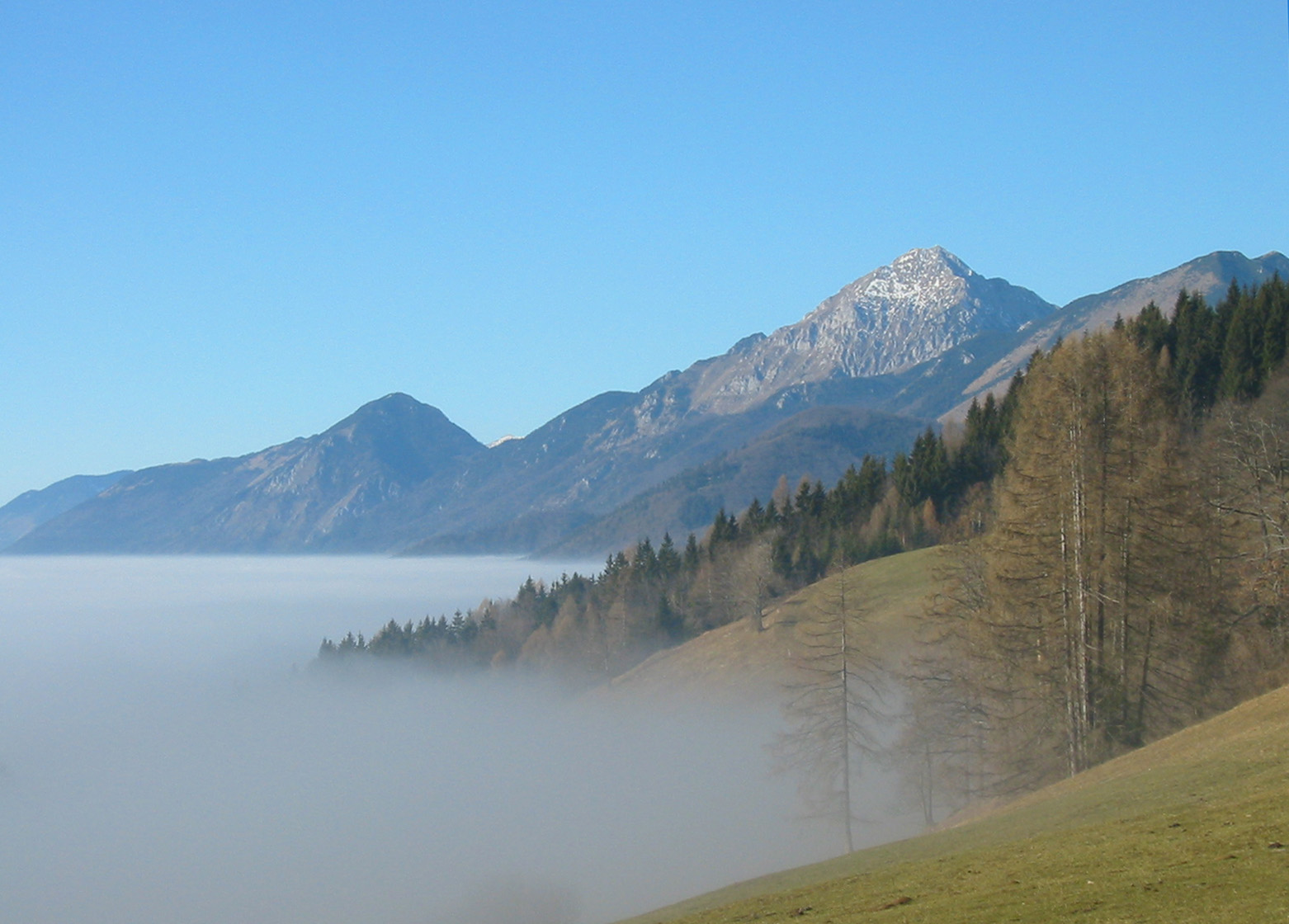
Камнік-Савіньські Альпи

- Гірський притулок на Смрековці (1377 м, 2 год 15 хв)
- Гірський притулок на Травніку (1548 м, 2 год 45 хв)
- Гірський притулок на Лоці під Радугою (1520 м, 2 год 30 хв)
- Радуга (2062 м, 1 год 30 хв)
- Гірський притулок на Грохаті під Радугою (1460 м, 1 год 30 хв)
- Заїзд Роговілк — Робанов Кот (610 м, 2 год 30 хв)
- Гірський притулок Коцбека на Корошиці (1808 м, 4 год 30 хв)
- Ойстриця (2350 м, 1 год 30 хв)
- Гірський притулок на Камницькому переході (1864 м, 4 год)
- Турська гора (2251 м, 2 год)
- Скута (2532 м, 2 год 30 хв)
- Гірський притулок Зойса на Кокрському переході (1793 м, 3 год 05 хв)
- Гринтовець (2558 м, 2 год)
- Єзерська Кочна (2540 м, 1 год 45 хв)
- Чеський притулок на Нижніх Равнях (1543 м, 1 год 30 хв)
- Єзерсько (880 м, 1 год 30 хв)
- Притулок ім. Кокрського загону (1534 м, 4 год 30 хв)
- Сторжич (2132 м, 1 год 30 хв)
- Притулок під Сторжичем (1123 м, 2 год 45 хв)
- Толсти-врх (1715 м, 2 год)
- Притулок на Кришкі горі (1471 м, 1 год)
- Тржич (515 м, 2 год)
- Притулок на Добрчі (1478 м, 3 год)
- Превал (1311 м, 2 год)

#### Караванке
- Бегунщиця (2060 м, 2 год)

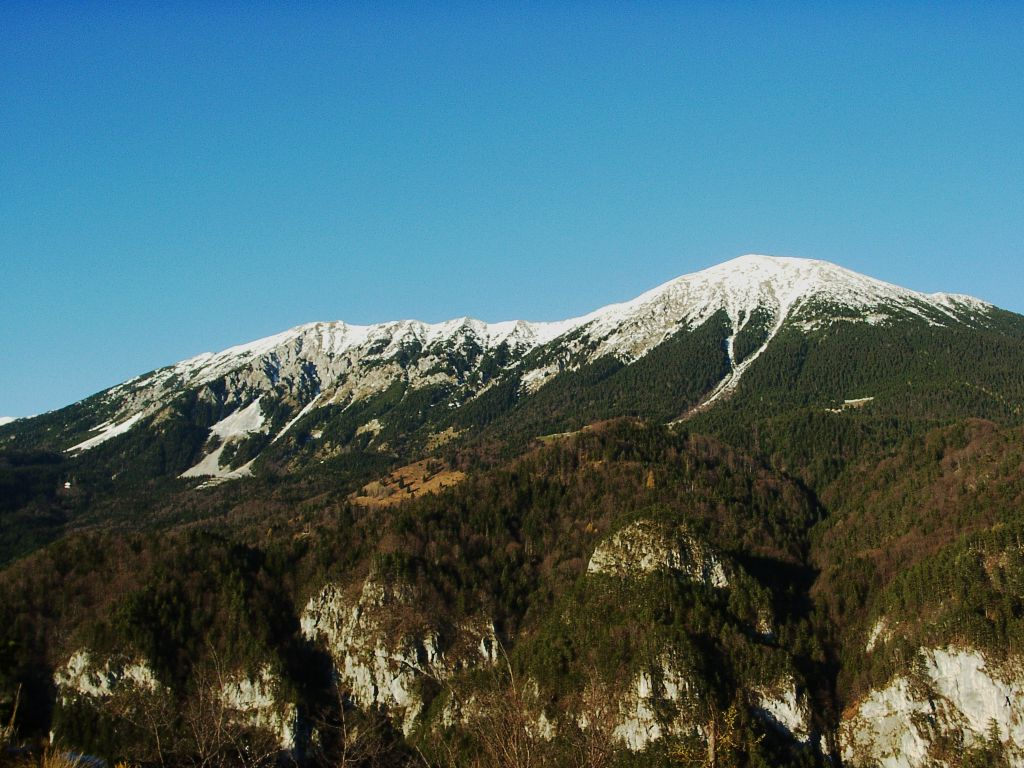
Стол

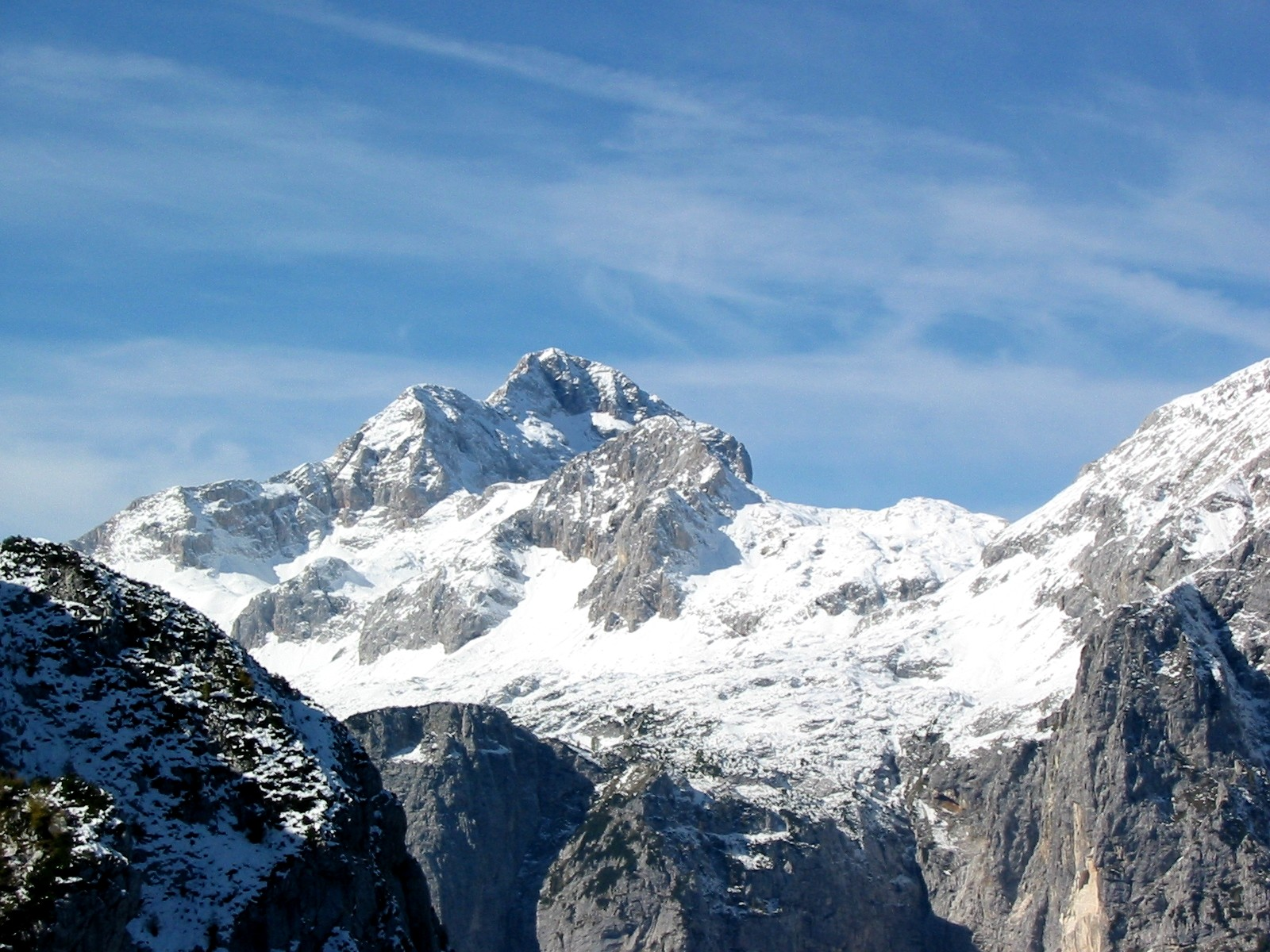
Триглав

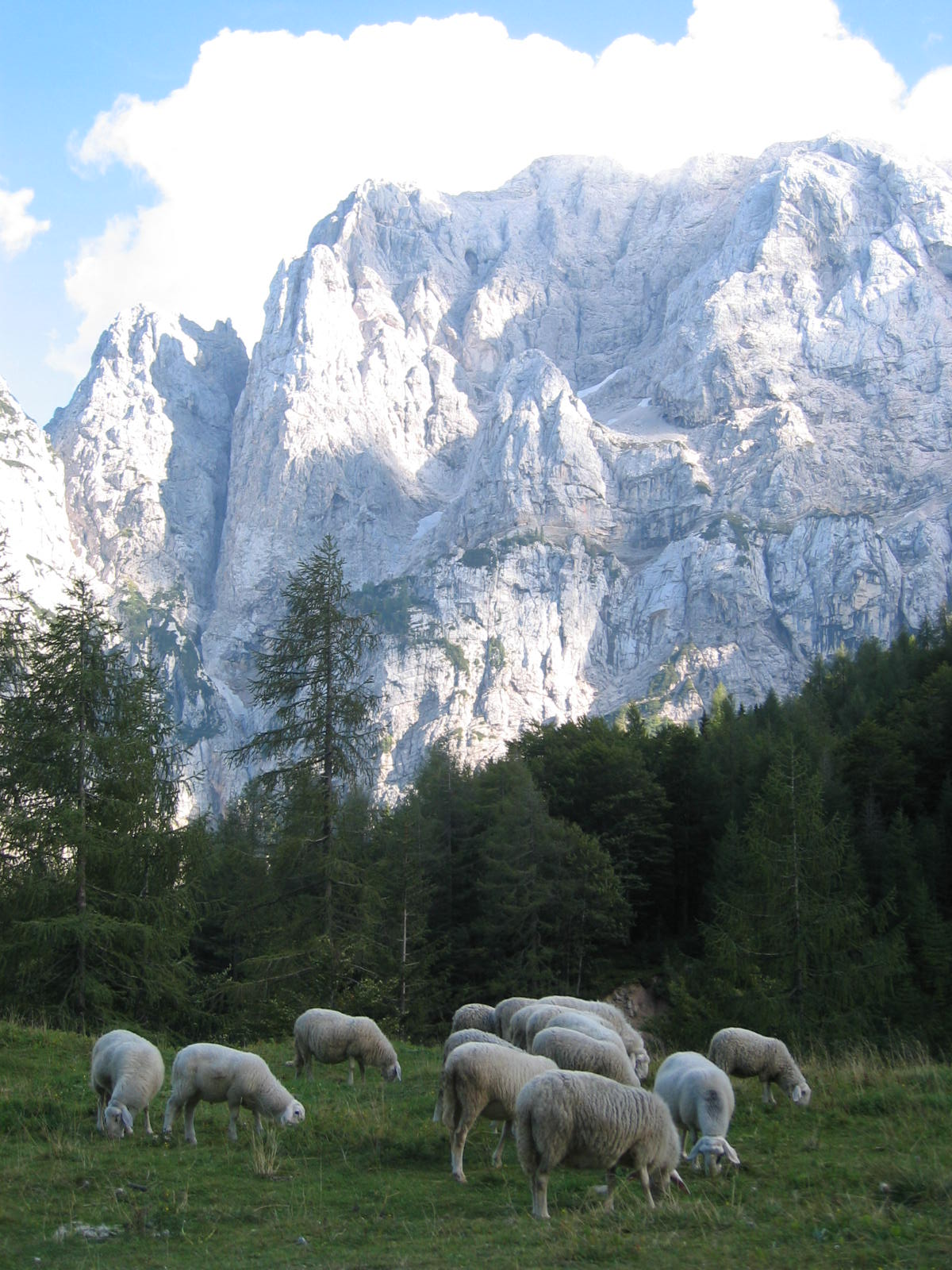
Присойник

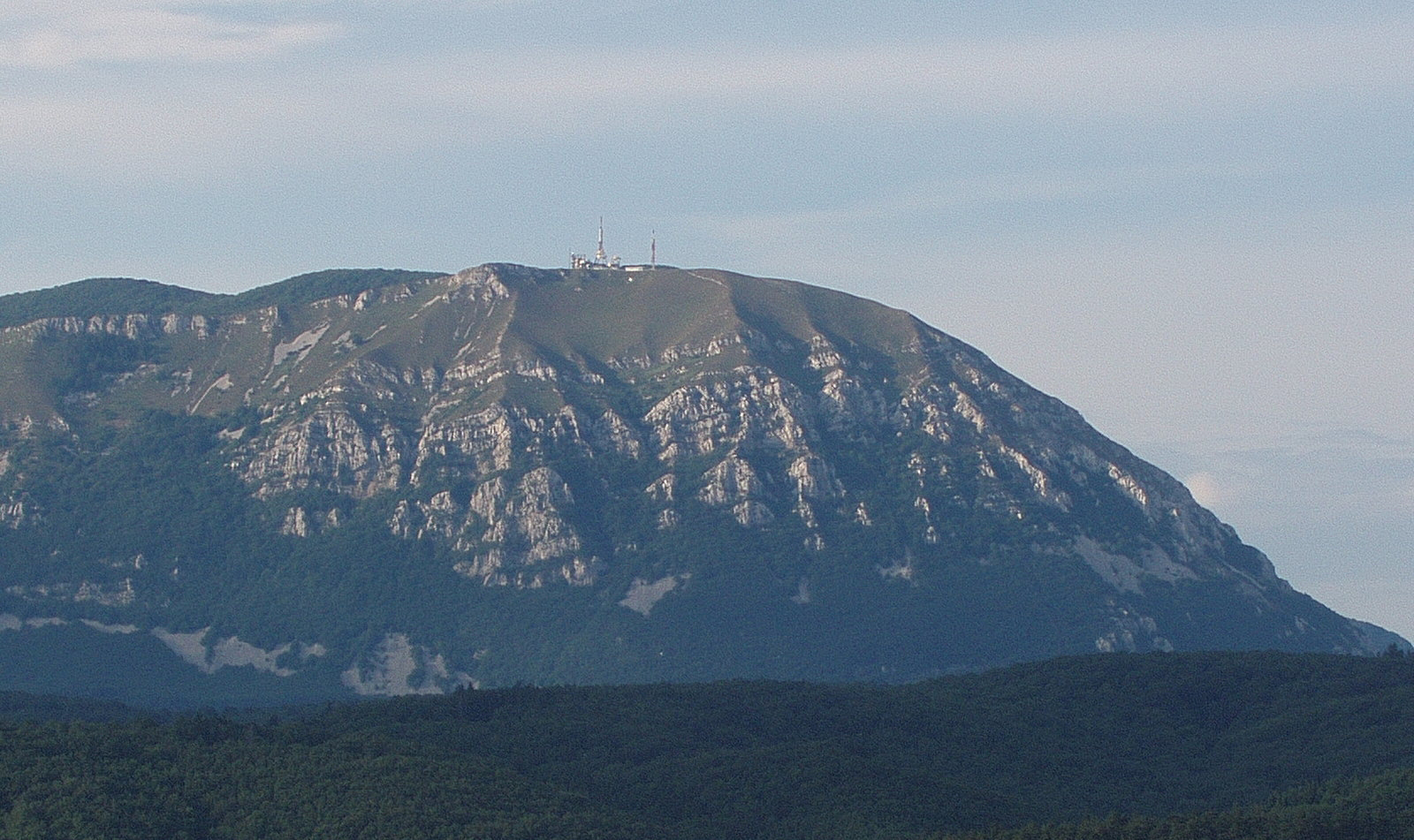
Плато Нанос

- Притулок Роблека на Бегунщиці (1657 м, 45 хв)
- Притулок на Зелениці (1536 м, 1 год 30 хв)
- Притулок Прешерна на Столі (2174 м, 3 год 15 хв)
- Притулок на Голиці (1582 м, 4 год 50 хв)
- Голиця (1836 м, 45 хв)

#### Юлійські Альпи
- Словенський гірський музей (641 м, 6 год 15 хв)
- Мойстрана (641 м, 50 хв)
- Притулок Альяжа у Враті (1015 м, 1 год 30 хв)
- Притулок Валентина Станича під Триглавом (2332 м, 4 год 45 хв)
- Триглавський притулок на Кредариці (2515 м, 1 год)
- Триглав (2864 м, 1 год 20 хв)
- Притулок Планіка під Триглавом (2404 м, 1 год 30 хв)
- Трієстський притулок на Долічі (2151 м, 2 год)
- Лукня (1758 м, 3 год)
- Бовшкі Гамсовець (2392 м, 2 год)
- Притулок Погачника (2052 м, 1 год 30 хв)
- Разор (2601 м, 1 год 45 хв)
- Присойник (2547 м, 5 год 30 хв)
- Вршич — Поштовий дім (1688 м, 3 год); притулок Тічара (1620 м); притулок Ер'явця (1515 м)
- Притулок під Шпичком (2064 м, 4 год)
- Яловець (2645 м, 2 год 30 хв)
- Притулок біля витоку Сочі (886 м, 5 год 30 хв)
- На Логу у Тренті (620 м, 2 год 30 хв)
- Засавський притулок на Преходавцях (2071 м, 4 год)
- Притулок біля Триглавських озер (1685 м, 2 год)
- Комна — притулок на Комні (1520 м, 2 год 30 хв)
- Притулок під Богатином (1513 м, 15 хв)
- Гірський притулок біля Краньських озер (1385 м, 2 год 30 хв)
- Притулок Гоміщека на Крні (2182 м, 3 год)
- Притулок на горі Разор (1315 м, 1 год 30 хв)
- Вогель (1922 м, 2 год)
- Родиця (1966 м, 3 год)
- Притулок Зорка Єлінчича на Чрні-прст (1835 м, 3 год)
- Петрово Брдо (803 м, 6 год)
- Притулок Андрея Жвана-Боріса на Порезні (1590 м, 2 год 30 хв)
- Партизанський шпиталь Франя (536 м, 3 год)

#### Південно-західна частина
- Притулок на Ермановці (964 м, 3 год 30 хв)
- Бевков Врх (1051 м, 2 год 30 хв)
- Сівка — Мрзлий Врх (1008 м, 2 год 30 хв)
- Ідрія (325 м, 2 год 30 хв)
- Притулок на Глевішкі планині (818 м, 1 год 30 хв)
- Войско (1077 м, 3 год)
- Малий Голак (1495 м, 4 год 20 хв)
- Притулок під Голаком (1260 м, 40 хв)
- Притулок Антона Бавчера на Чавні (1242 м, 2 год 30 хв)
- Сині Врх (1002 м, 4 год 10 хв)
- Цол (619 м, 3 год 05 хв)
- Притулок Пірната на Яворнику (1156 м, 2 год 30 хв)
- Подкрай (797 м, 2 год)
- Притулок Фурлана біля Абрама (900 м, 2 год 30 хв)
- Притулок Войка на Наносі (1201 м, 2 год)
- Раздрто (577 м, 2 год)
- Сеножече (580 м, 2 год 15 хв)
- Времщиця (1026 м, 1 год 30 хв)
- Матавун — Шкоцянські печери (393 м, 3 год)
- Артвиже (817 м, 2 год 30 хв)
- Марковщина (567 м, 1 год 15 хв)
- Притулок Туми на Славніку (1028 м, 3 год 30 хв)
- Прешниця (480 м, 1 год 30 хв)
- Соцерб (389 м, 2 год 15 хв)
- Тін'ян (374 м, 2 год 30 хв)
- Анкаран (19 м, 2 год 30 хв)

Усього: 243 год

### Колишні контрольні пункти
- Притулок Фрішгауфа на Окрешлі (1396 м)
- Краньський притулок на Ледінах (1700 м)
- Каринтійська Рінка (2433 м)
- Притулок Вальвазора під Столом (1180 м)
- Притулок Пристава в Яворнишкому ровті (930 м)
- Притулок під Голицею (933 м)
- Гірський притулок Рудар на Войску (1080 м)
- Предяма (503 м)
- Света Троїця (1106 м)